# داني دا كوستا
داني فييرا دا كوستا (بالألمانية: Danny Vieira da Costa)‏ (مواليد 13 يوليو 1993) هو لاعب كرة قدم ألماني يجيد اللعب في مركز الظهير الأيمن ، ويلعب حاليًا لنادي آينتراخت فرانكفورت الألماني.

## روابط خارجية
- داني دا كوستا على موقع الاتحاد الأوربي (الإنجليزية)
- داني دا كوستا على موقع قاعدة بيانات كرة القدم.إي يو (الإنجليزية)
- داني دا كوستا على موقع بيانات كرة القدم. دي إي (الألمانية)
- داني دا كوستا على موقع Soccerway.com (الإنجليزية)
- داني دا كوستا على موقع عالم كرة القدم.نت (الإنجليزية)
- داني دا كوستا على موقع AS.com (الإسبانية)
- Danny da Costa